# توبين هيث
توبين باول هيث (بالإنجليزية: Tobin Heath) (من مواليد 29 مايو 1988) هي لاعبة كرة قدم أمريكية محترفة . فازت بالميدالية الذهبية مع المنتخب الأولمبي في أولمبياد لندن وحققت كأس العالم في كندا 2015 أثناء مشاركتها مع منتخب الولايات المتحدة لكرة القدم للسيدات. وفقا للاتحاد الأمريكي لكرة القدم، هيث تعتبر "أفضل لاعبة مهارية في الولايات المتحدة الأمريكية"، و صوتت أفضل لاعبة في الولايات المتحدة  في عام 2016. هيث عادة ما تلعب في مركز الجناح أو في خط الوسط المهاجم. أختيرت هيث أول لاعبة في درافت دوري المحترفات لكرة القدم في 2010. حاليا تلعب في نادي بورتلاند ثورنز الذي يلعب في الدوري الوطني لكرة القدم للسيدات (NWSL).

## روابط خارجية
- توبين هيث على موقع الاتحاد الدولي (مؤرشف)  (الإنجليزية)
- توبين هيث على موقع الاتحاد الأوربي (الإنجليزية)
- توبين هيث على موقع قاعدة بيانات كرة القدم.إي يو (الإنجليزية)
- توبين هيث على موقع Soccerway.com (الإنجليزية)
- توبين هيث على موقع عالم كرة القدم.نت (الإنجليزية)
- توبين هيث على موقع اللجنة الأولمبية الدولية (الإنجليزية)
- توبين هيث على موقع أوليمبيديا (الإنجليزية)
- توبين هيث على موقع اللجنة الأولمبية والبارالمبية الأمريكية (الإنجليزية)